# Mbuyapey
Mbuyapey es un distrito paraguayo ubicado en el departamento de Paraguarí. Se encuentra aproximadamente a 182 km de la ciudad de Asunción, capital de la República del Paraguay. Se encuentra al sudeste del Departamento de Paraguarí y es una estrecha faja de terreno en las cercanías del Río Tebicuary y Tebicuary-mí.
Es el segundo distrito en extensión del departamento. Se encuentra separado del Departamento de Caazapá por el Río Tebicuary-mí y del Departamento de Misiones al sur, por el Río Tebicuary.

## Historia
La ciudad fue fundada en el año 1770. Políticamente ha sido bastión de los liberales, a tal punto que el primer intendente municipal, después del golpe de Estado ha sido de esa facción política, se trata de Don "Pichu" Cesar Arístides Solís, quien falleció en el ejercicio de sus funciones en 1994.

## Geografía
El distrito de Mbuyapey, tiene 1.092 km² de extensión territorial, se encuentra situado en el extremo suroeste del departamento de Paraguarí. Su características es la preeminencia de tierra planas y onduladas, que forman grandes valles cubiertos por pastizales, que son muy aptos para la ganadería.
Limita al norte con Ybycuí y el Departamento de Guairá; al sur con María Antonia (Paraguay) y el Departamento de Misiones, separado por el Río Tebicuary; al este con los departamentos de Guairá y Caazapá, separado por el Río Tebicuary-mí;
y al oeste con Ybycuí y Quyquyhó, separados por el arroyo Mbuyapey y el arroyo Ybycuí.

## Límites
- Al norte se encuentra el cuarto Departamento de Guairá y el Distrito de Ybycuí.
- Al sur se encuentra el distrito de María Antonia (Paraguay) y el octavo Departamento de Misiones, separado por el Río Tebicuary.
- Al este se encuentra el cuarto Departamento de Guairá y el sexto Departamento de Caazapá, separado por el Río Tebicuary-mí.
- Al oeste se encuentra el Distrito de Quyquyhó y el Distrito de Ybycuí separados por el arroyo Mbuyapey y el arroyo Ybycuí.

## Hidrografía
El distrito de Mbuyapey, se encuentra regada por las aguas del Río Tebicuary, el Río Tebicuary-mí y por los siguientes arroyos:
- Arroyo Piray
- Arroyo Ytú
- Arroyo Ytu mí
- Arroyo Mbuyapey
- Arroyo Corrientes
- Arroyo Cristal
- Arroyo Ybycuí
- Arroyo Caraimí
- Arroyo Tororö

En este distrito también se encuentra los siguientes esteros:
- Estero Caraguatá syry
- Estero Cambá

## Economía
Mbuyapey, es una zona agrícola y ganadera por excelencia, la zona que bordea el Río Tebicuary, es un terreno que se encuentra sujeto a inundaciones, y es una zona de pesca. En la ganadería se dedican a la cría de ganado vacuno, ovino, porcino y equino. La actividad agrícola está encaminada en el cultivo de caña dulce, además posee cultivo de uva, algodón, mandioca, maíz, batata y poroto.
En el aspecto turístico el principal atractivo de Mbuyapey son sus hermosas playas de arena blanca sobre el Río Tebicuary, que también cuenta con zonas de pesca. Posee además para admirar y visitar arquitectura antigua en sus construcciones que conservan las tradiciones populares, tan propias del Paraguay de antaño.

## Infraestructura
La principal vía de comunicación terrestre es la Ruta PY01, con sus ramales Paraguarí, Piribebuy, Carapeguá, Ybycuí, Caapucú, Mbuyapey, Quyquyhó e Ybycuí, es la que lo conecta con la capital del país, Asunción, y con otras localidades del departamento.
En el distrito de Mbuyapey, en lo referente a caminos, se han construido 72,9 km internos y rehabilitado 22 km, en las colonias San Juan y San Isidro Labrador. También cuenta con los servicios telefónicos de Copaco y los de telefonía móvil, además cuenta con varios medios de comunicación y a todos los lugares llegan los diarios capitalinos.
Se accede a esta ciudad por un ramal que parte de la Ruta PY01, que es el camino de acceso a la vieja fundición de La Rozada en carretas. Una vez llegado a Carapeguá, se desvía a la izquierda pasando por Acahay y Ybycuí hasta llegar al desvío Mbuyapey en la compañía Santa Angela de Ybycui, que conduce directo a la ciudad.

## Superficie
El distrito de Mbuyapey, tiene 1.092 km² de extensión territorial, con una población total al año 2008 de 14.057 habitantes, su densidad poblacional es de 12,87 hab./km², la gran mayoría de su población se encuentra en el sector rural.

## Economía
Mbuyapey, es una zona agrícola y ganadera por excelencia, la zona que bordea el Río Tebicuary, es un terreno que se encuentra sujeto a inundaciones, y es una zona de pesca. 
En la ganadería se dedican a la cría de ganado vacuno, ovino, porcino y equino. 
La actividad agrícola está encaminada en el cultivo de caña dulce, además posee cultivo de uvas, algodón, mandioca.

## Turismo
El principal atractivo de Mbuyapey son sus hermosas playas de arena blanca sobre el Río Tebicuary, que también cuenta con zonas de pesca.
Posee además para admirar y visitar arquitectura antigua en sus construcciones que conservan las tradiciones populares, tan propias del Paraguay.
El distrito de Mbuyapey, se encuentra regada por las aguas del Río Tebicuary,
el Río Tebicuary-mí y por los siguientes arroyos:
- Arroyo Piray
- Arroyo Ytú
- Arroyo Ytu mí
- Arroyo Mbuyapey
- Arroyo Corrientes
- Arroyo Cristal
- Arroyo Ybycuí
- Arroyo Caraimí

En este distrito también se encuentra los siguientes esteros:
- Estero Caraguatá syry
- Estero Cambá

## Vías y Medios de Comunicación
La principal vía de comunicación terrestre es la ruta I Mcal. Francisco Solano López, con sus ramales Paraguarí, Piribebuy, Carapeguá, Ybycuí, Caapucú, Mbuyapey, Quyquyhó e Ybycuí, es la que lo conecta con la capital del país, Asunción, y con otras localidades del departamento.
En el distrito de Mbuyapey, en lo referente a caminos, se han construido 72,9 km internos y rehabilitado 22 km, en las colonias San Juan y San Isidro Labrador.
Cuenta con los servicios telefónicos de Copaco y los de telefonía móvil, además cuenta con varios medios de comunicación y a todos los lugares llegan los diarios capitalinos.

## Cómo llegar
Se accede a esta ciudad por un ramal que parte de la ruta I Mcal. Francisco Solano López.
Es el camino de acceso a la vieja fundición de La Rozada en carretas. Por la Ruta 1 hasta Carapegua, de ahí se desvía a la izquierda pasando por Acahay, Ybycui hasta llegar al desvío Mbuyapey en la compañía Santa Angela de Ybycui que lo conducirá directo a la ciudad.